# Bolszoje Zakustiszcze
Bolszoje Zakustiszcze (ros. Большое Закустище) – wieś (ros. деревня, trb. dieriewnia) w zachodniej Rosji, w osiedlu wiejskim Zaborjewskoje rejonu diemidowskiego w obwodzie smoleńskim.

## Geografia
Miejscowość położona jest nad rzeką Połowja, 1,5 km od drogi regionalnej 66N-0504 (Prżewalskoje – Chołm – 66K-11), 5 km od centrum administracyjnego osiedla wiejskiego (Zaborje), 19 km od centrum administracyjnego rejonu (Diemidow), 75 km od stolicy obwodu (Smoleńsk), 44,5 km od granicy z Białorusią.
W granicach miejscowości znajduje się ulica Polewaja (4 posesje).

## Demografia
W 2010 r. miejscowość zamieszkiwały 4 osoby.

## Historia
W czasie II wojny światowej od lipca 1941 roku dieriewnia była okupowana przez hitlerowców. Wyzwolenie nastąpiło we wrześniu 1943 roku.
Na mocy uchwały z dnia 28 maja 2015 roku wszystkie miejscowości (w tym Bolszoje Zakustiszcze) zlikwidowanej jednostki administracyjnej Zakustiszczenskoje weszły w skład osiedla wiejskiego Zaborjewskoje.